# Albert Wolff (dyrygent)
Albert Louis Wolff (ur. 19 stycznia 1884 w Paryżu, zm. 20 lutego 1970 tamże) – francuski dyrygent i kompozytor pochodzenia holenderskiego.

## Życiorys
Studiował w Konserwatorium Paryskim, gdzie jego nauczycielami byli Xavier Leroux, André Gedalge i Paul Vidal. Od 1907 do 1911 roku pełnił funkcję organisty w kościele św. Tomasza z Akwinu w Paryżu. W 1908 roku rozpoczął współpracę z Opéra-Comique w charakterze korepetytora chóru, w 1911 roku debiutował tamże w roli dyrygenta, prowadząc przedstawienie La Jota Raoula Laparry. W kolejnych latach działał w Buenos Aires, Neapolu, Kopenhadze, Oslo i Sztokholmie. W latach 1919–1921 dyrygował dziełami kompozytorów francuskich w Metropolitan Opera w Nowym Jorku, tam też w 1919 roku poprowadził prapremierę swojej opery L’oiseau bleu. Od 1921 do 1924 pełnił funkcję dyrektora muzycznego Opéra-Comique. Od 1925 roku pełnił obowiązki drugiego dyrygenta Concerts Pasdeloup, w latach 1934–1940 był ich głównym dyrygentem. Od 1928 do 1934 roku dyrygował również orkiestrą Concerts Lamoureux. W latach 1938–1945 prowadził orkiestrę Teatro Colón w Buenos Aires. Między 1940 a 1945 rokiem odbył liczne podróże koncertowe po Ameryce Południowej. Po powrocie do Francji pełnił w sezonie 1945/1946 funkcję dyrektora generalnego Opéra-Comique. Od 1949 roku dyrygował gościnnie w Opéra de Paris.
Jako dyrygent propagował współczesną muzykę francuską. Dokonał licznych nagrań płytowych m.in. dla PolyGram i Decca Records. Poprowadził prawykonania licznych dzieł, m.in. La brebis égarée (1923) i I Koncertu fortepianowego (1933) Dariusa Milhauda, IV Symfonii Alberta Roussela (1934), Les mamelles de Tirésias Francisa Poulenca (1947) i I Symfonii Marcela Landowskiego (1949).

## Kompozycje
(na podstawie materiałów źródłowych)

### Utwory orkiestrowe
- poemat symfoniczny La randonnée de l’âme défunte (1926)
- Koncert fletowy (1943)
- Symfonia A-dur (1951)

### Utwory kameralne
- Kwintet na instrumenty dęte (1947)
- Trio na flet, obój i klarnet (1954)

### Utwory fortepianowe
- Partie de campagne (1905)
- 3 pièces marocaines (1923)

### Pieśni
- La premiere leçon (1905)
- 6 mélodies (1907)
- La ronde fleurie (1908)
- Les deux cortèges (1923)
- Ruines du cour (1923)
- L’éternelle chanson (1924)
- Mirages (1925)
- 3 poèmes intimes (1927)

### Utwory religijne
- Miseremini mei na bas, chór i organy (1910)
- Ave Maria na tenora, bas, skrzypce, wiolonczelę, harfę i organy (1911)
- Requiem na głosy solowe, chór i orkiestrę (1939)
- Ave Maria na alt i organy (1952)

### Opery
- Soeur Béatrice (1911, wyst. Nicea 1948)
- Le marchand de masques (1914, wyst. Nicea 1914)
- L’oiseau bleu (1919, wyst. Nowy Jork 1919)